# Roveré Veronese
Roveré Veronese es una localidad y comune italiana de la provincia de Verona, región de Véneto, con 2.131 habitantes.

## Evolución demográfica
| Gráfica de evolución demográfica de Roveré Veronese entre 1861 y 2020 |
|                                                                       |
| Fuente ISTAT - elaboración gráfica de Wikipedia                       |